# Capiba
Lourenço da Fonseca Barbosa, mais conhecido como Capiba (Surubim, 28 de outubro de 1904 — Recife, 31 de dezembro de 1997), foi um músico, pianista e compositor brasileiro. Tornou-se o mais conhecido compositor de frevos do Brasil.

## Biografia
Capiba nasceu em uma família de músicos (Severino Atanásio, seu pai, foi maestro da banda municipal de Surubim), e aos oito anos de idade já tocava trompa. Seu pai se chamava Severino Atanásio de Souza Barbosa  e sua mãe, Maria Digna da Fonseca Barbosa. Ainda pequeno, mudou-se com a família para o estado da Paraíba. Lá, ainda criança, trabalhava como músico pianista em cinemas. Casou civilmente em 24 de fevereiro de 1961 com dona Maria José Barbosa (12 de outubro de 1931) com quem já estava casado no religioso (cerimônia realizada na Matriz do Espinheiro).
Chegou a jogar como zagueiro no Campinense Clube, porém abandonou os gramados e aos 20 anos de idade gravou seu primeiro disco com a valsa "Meu Destino".
Era torcedor declarado do Santa Cruz. Compôs em 1948 o frevo-canção "O Mais Querido" em homenagem ao seu time do coração, que mais tarde viria a se tornar o hino do clube.
Com 26 anos de idade, mudou-se para o Recife. Aprovado em concurso, tornou-se funcionário do Banco do Brasil, o que lhe rendeu sustento financeiro e lhe deu tempo para se aprimorar como músico.
- 1934: consolidou-se como autor, vencendo uma disputa de músicas carnavalescas, com o frevo-canção É de amargar,[4] uma de suas obras mais conhecidas.
- 1938: terminou o curso de Direito da Faculdade de Direito do Recife, mas nunca apanharia o diploma e nunca seguiu carreira.
- 1945: teve seu primeiro sucesso nacional com a valsa-canção Maria Betânia,[5] gravada por Nelson Gonçalves.
- 1950: fundou a Jazz Band Acadêmica e, com Hermeto Pascoal e Sivuca, fundou o trio "O Mundo Pegando Fogo".

Faleceu em 31 de dezembro de 1997, de infecção generalizada, depois de passar dez dias na UTI.

## Atuações
- Fundador e diretor da orquestra Jazz Band Acadêmica e protagonista do primeiro galo da madrugada
- Diretor do Teatro do Estudante e do Teatro Popular do Nordeste.

## Obra
Capiba escreveu mais de 200 canções, em sua maioria de frevo, mas também samba, guarânia e música erudita. Várias são sempre lembradas nos carnavais de Pernambuco.
Também musicou poemas de Carlos Drummond de Andrade, Vinicius de Moraes e outros poetas brasileiros.
Entre os seus sucessos, estão: Maria Betânia (valsa-canção); A Mesma Rosa Amarela (samba); Serenata Suburbana (guarânia); Verde Mar de Navegar (maracatu) e vários outros. No gênero frevo, compôs mais de cem canções.
Uma de suas canções carnavalescas mais famosas é É de Amargar. Ela foi vencedora de um festival de frevo em Pernambuco, em 1934. Entre outros prêmios, em 1967 conquistou o 5° lugar no II Festival Internacional da Canção, com a música São os do Norte que Vêm.
Capiba produziu uma obra caudalosa, tanto gravada, quanto inédita (neste último item, estima-se que tenha deixado mais de quatro centenas de composições, entre frevos, peças eruditas).

## Parceiros
Capiba teve diversos parceiros nas suas composições. Alguns deles:
- Carlos Pena Filho
- Fernando Lobo
- Carlos Drummond de Andrade
- Manuel Bandeira
- Vinicius de Moraes
- Ariano Suassuna
- João Cabral de Melo Neto
- Ascenso Ferreira
- Jorge de Lima.

## Algumas composições
- Valsa Verde (1931)[nota 4]
- É de Tororó (1932)
- É de Amargar (1934)
- Quem Vai Pro Farol é o Bonde de Olinda (1937)
- Guerreiro de Cambinda (1938)
- Gosto de te Ver Cantando (1940)
- Linda Flor da Madrugada (1941)
- Quem Dera (1942)
- Maria Betânia (1944)
- Não Agüento Mais (1945)
- Que Bom Vai Ser (1945)
- E… Nada Mais (1947)
- É Luanda (1949)
- Olinda Cidade Eterna (1950)
- Serenata Suburbana (1955)
- O Mais Querido (1958)
- Madeira que Cupim Não Rói (1963)